# Сейлем (Південна Кароліна)
Сейлем (англ. Salem) — місто (англ. town) в США, в окрузі Оконі штату Південна Кароліна. Населення — 120 осіб (2020).

## Географія
Сейлем розташований за координатами 34°53′13″ пн. ш. 82°58′32″ зх. д. / 34.88694° пн. ш. 82.97556° зх. д. (34.887063, -82.975516).  За даними Бюро перепису населення США в 2010 році місто мало площу 2,15 км², уся площа — суходіл. В 2017 році площа становила 2,37 км², уся площа — суходіл.

## Демографія
Згідно з переписом 2010 року, у місті мешкало 135 осіб у 60 домогосподарствах у складі 38 родин. Густота населення становила 63 особи/км².  Було 77 помешкань (36/км²).
Расовий склад населення:
| - 99,3 % — білих |

До двох чи більше рас належало 0,7 %. Частка іспаномовних становила 0,0 % від усіх жителів.
За віковим діапазоном населення розподілялося таким чином: 21,5 % — особи молодші 18 років, 60,0 % — особи у віці 18—64 років, 18,5 % — особи у віці 65 років та старші. Медіана віку мешканця становила 45,3 року. На 100 осіб жіночої статі у місті припадало 98,5 чоловіків;  на 100 жінок у віці від 18 років та старших — 96,3 чоловіків також старших 18 років.
Середній дохід на одне домашнє господарство  становив 46 171 долар США (медіана — 40 208), а середній дохід на одну сім'ю — 53 112 долари (медіана — 42 292). За межею бідності перебувало 3,6 % осіб, у тому числі 0,0 % дітей у віці до 18 років та 5,7 % осіб у віці 65 років та старших.
Цивільне працевлаштоване населення становило 66 осіб. Основні галузі зайнятості: транспорт — 19,7 %, сільське господарство, лісництво, риболовля — 18,2 %, освіта, охорона здоров'я та соціальна допомога — 16,7 %.